# Hancock (Massachusetts)
Hancock és una població dels Estats Units a l'estat de Massachusetts. Segons el cens del 2000 tenia 721 habitants.

## Demografia
Segons el cens del 2000, Hancock tenia 721 habitants, 296 habitatges, i 209 famílies. La densitat de població era de 7,8 habitants/km².
Dels 296 habitatges en un 29,7% hi vivien nens de menys de 18 anys, en un 62,2% hi vivien parelles casades, en un 5,4% dones solteres, i en un 29,1% no eren unitats familiars. En el 23,3% dels habitatges hi vivien persones soles el 7,4% de les quals corresponia a persones de 65 anys o més que vivien soles. El nombre mitjà de persones vivint en cada habitatge era de 2,41 i el nombre mitjà de persones que vivien en cada família era de 2,84.
Per edats la població es repartia de la següent manera: un 24,1% tenia menys de 18 anys, un 3,6% entre 18 i 24, un 29,8% entre 25 i 44, un 29,7% de 45 a 60 i un 12,8% 65 anys o més.
L'edat mediana era de 40 anys. Per cada 100 dones de 18 o més anys hi havia 96,8 homes.
La renda mediana per habitatge era de 45.347 $ i la renda mediana per família de 50.625$. Els homes tenien una renda mediana de 35.000 $ mentre que les dones 28.750$. La renda per capita de la població era de 22.250$. Entorn del 6,1% de les famílies i el 5,7% de la població estaven per davall del llindar de pobresa.